# Sløjdhøjskolen
Sløjdhøjskolen i Esbjerg var fortsættelsen af Askov Sløjdlærerskole, der fik dette nye navn ved sin flytning til Esbjerg i 1975, efter at have ligget 89 år i Askov. Den officielle indvielse af Sløjdhøjskolen fandt sted den 12. september 1975.
Sløjdhøjskolen i Esbjerg var én af to sløjdlærerskoler, der uddanner og efteruddanner sløjdlærere i Danmark, ud over seminariernes undervisning i linjefaget sløjd, der imidlertid fra 2007 er blevet lagt sammen med linjefaget håndarbejde til det nye fag materiel design. – Fra 1. november 2008 var centerleder Gert Broge og lektor Henrik Petersen de eneste fastansatte på Sløjdhøjskolen, der nu hørte under University College Syddanmark. Grundet tilbagegang i søgningen af kurser blev den næstsidste fastansatte lærer, Stig Gjurup (ansat 1971–2008), tvunget på efterløn med udgangen af oktober 2008. Der er i disse år meget få kurser, og de varetages af timelærere, der er hovedbeskæftiget andetsteds. Den 28. august 2009 var der afskedsreception for Gert Broge. En æra var forbi. Den sidste sløjdlærer og altmuligmand, der er tilbage, er lektor Henrik Petersen. Stillingen som leder blev ikke genbesat.
I 2014 blev Sløjdhøjskolen sat til salg, og lokalerne blev ryddet.

Dansk Skolesløjd fra Dansk Sløjdlærerskole og Askov Skolesløjd fra Askov Sløjdlærerskole repræsenterede to forskellige retninger i perioden 1886-1978. Nu er der kun én retning. 

## Skolekredsen
I 1985 dannedes Skolekredsen for Sløjdhøjskolen i Esbjerg af studerende, kursister og brugere. I samarbejde med Sløjdhøjskolen blev der afholdt arrangementer på skolen. Efterfølgende fulgte sammenlægning af undervisningsenheder, og højskolen kom til at høre under et CVU. Da CVU'et fik ny rektor, ophørte samarbejdet iflg. Skolekredsen, så på en generalforsamling i 2013 blev Skolekredsen nedlagt og dens midler givet til Danmarks Sløjdlærerforening.

## Ledere af Sløjdhøjskolen
- 1972-1993 Johannes Sole Pedersen (1930-2018) forstander (i 1975 blev Askov Sløjdlærerskole til Sløjdhøjskolen i Esbjerg)
- 1993-2009 Gert Broge rektor (fra 2003 centerleder)
- 2009-2014 Vakant og dernæst nedlagt